# Квинт Муций Сцевола Авгур
Квинт Муций Сцевола Авгур (лат. Quintus Mucius Scaevola Augur; умер в 88 году до н. э. или позже) — политический деятель Римской республики из плебейского рода Муциев, консул 117 года до н. э., известный юрист. В молодости принадлежал к «кружку Сципиона» и, возможно, сочувствовал братьям Гракхам. Около 120 года до н. э. был наместником провинции Азия, после консулата стал одним из самых влиятельных членов римского сената. Считается крупнейшим специалистом по гражданскому праву для своей эпохи. Его учениками стали выдающиеся ораторы Луций Лициний Красс и Марк Туллий Цицерон. Последний сделал Сцеволу одним из главных героев ряда своих диалогов.

## Биография

### Происхождение
Квинт Муций принадлежал к плебейскому роду Муциев, возвысившемуся за полвека до его рождения. Связь этой семьи с легендарным Гаем Муцием Кордом, который сжёг свою правую руку перед Порсенной и получил прозвище «Левша» (лат. Scaevola), вероятно, относится к области вымысла; когномен Муциев мог иметь и другое значение — «сцеволой» называли фаллический амулет, который носили на шее. Первое упоминание Сцевол в источниках относится к 215 году до н. э., когда Квинт Муций Сцевола стал претором. Двое его сыновей достигли консульства: Публий в 175 году, Квинт — в 174. Сыном последнего и был Квинт Муций Сцевола Авгур. Старшие двоюродные братья Квинта, Публий Муций Сцевола и Публий Лициний Красс Муциан, были консулами в 133 и 131 годах соответственно.
Представители этой семьи традиционно делали карьеру не в военной сфере, а как специалисты по юриспруденции и сакральной сфере. Оба кузена Квинта Муция были верховными понтификами и авторами специальных юридических трудов. Сцевола Авгур продолжил эту традицию.

### Ранние годы
Германский филолог-классик Фридрих Мюнцер пишет, что Квинт Муций родился, вероятно, вскоре после консульства своего отца, то есть после 174 года до н. э. Правда, Цицерон называет его в трактате «О дружбе» «молодым человеком в возрасте квестория» (то есть около тридцати лет) применительно к 129 году, а в трактате «Об ораторе» тот же автор говорит о «молодом Сцеволе» применительно к 155 году; по мнению Мюнцера, здесь произошла простая путаница. Юный Квинт Муций стал одним из младших участников «кружка Сципиона», членов которого объединяли родственные и дружеские связи, любовь к греческой культуре и планы умеренных реформ. В 155 году, когда Рим посетил основатель «Третьей Академии» Карнеад, Сцевола, как и многие другие молодые римские аристократы, посещал его лекции, но вместе с остальными участниками «кружка» предпочитал академической философии стоицизм (доказательство тому — его слова «мои стоики» у Цицерона).
Не позже 140 года до н. э. Квинт Муций женился на старшей дочери Гая Лелия Мудрого, ближайшего друга Сципиона Эмилиана, и стал таким образом свояком Гая Фанния — политика и писателя. Ещё до 129 года до н. э. Квинт Муций стал членом коллегии авгуров, причём известно, что ключевую роль в его избрании сыграл тесть: вторым соискателем был Гай Фанний, а Лелий поддержал именно Сцеволу, сказав в своё оправдание, что отдаёт предпочтение не младшему зятю (то есть Квинту Муцию), а старшей дочери.

### Политическая карьера
Свой cursus honorum Квинт Муций прошёл в существенно более зрелом возрасте, чем это было принято для человека его происхождения. По предположению Фридриха Мюнцера, это было связано с тем, что Сцевола разделял традиционную для его семьи симпатию к братьям Гракхам. Из источников известно, что один из соратников Тиберия Гракха, Гай Блоссий из Кум, был связан со Сцеволами узами гостеприимства. Цицерон рассказывает также об издевательской шутке Квинта Муция над Луцием Септумулеем — человеком, получившим от властей награду за голову Гая Гракха (золото того же веса). Когда Септумулей пришёл к Сцеволе, чтобы попросить должность префекта в Азии, тот ответил:

Да ты с ума сошёл! К чему это тебе? В Риме столько злонамеренных граждан, что я ручаюсь: если ты в нём останешься, то за несколько лет составишь себе огромное состояние
— Цицерон. Об ораторе, II, 269
В 128 году до н. э. Сцевола был народным трибуном, а в 125 году эдилом. В последующие годы (самое позднее — в 120 году) он занимал претуру и был наместником Азии, которой десятью годами ранее управлял его кузен Красс Муциан. На пути в свою провинцию Квинт Муций посетил Афины и Родос, где встретился с известным ритором Аполлонием Алабандским. 
В Рим Сцевола вернулся в 119 году и был тут же привлечён к суду по обвинению в вымогательстве. Обвинение было выдвинуто Титом Альбуцием — всадником, имевшим к нему претензии личного характера. Альбуций, получивший образование в Греции, «сам был почти совершенным греком», а поэтому при встрече с Квинтом Муцием в Афинах стал объектом его насмешек: претор обратился к нему как к греку. Основным источником здесь является Гай Луцилий, вложивший рассказ о случившемся в уста самого Сцеволы (при этом поэт дал юмористическое толкование событиям и постарался изобразить смешными обоих участников конфликта, из-за чего реальная картина неизбежно должна была исказиться):

Греком, Альбуций, скорей, чем римлянином или сабином,

Чем земляком достославных мужей из центурионов,

Понтий каков и Тритон, знаменитые знаменоносцы,

Слыть предпочёл ты. И вот я, претор, при встрече в Афинах

Греческим словом тебя приветствовал, как тебе любо:

«Хайре, о Тит!» И за мной все ликторы, турма, когорта:

«Хайре, о Тит!» И теперь ты враг мой и недруг, Альбуций.
— Марк Туллий Цицерон. О пределах блага и зла I, 9.
Согласно Мюнцеру, важную роль в конфликте сыграла принадлежность к соперничавшим философским школам: Альбуций был «законченным эпикурейцем» в отличие от стоика Муция. Подсудимый защищал себя сам и добился оправдания, хотя обвинитель опирался на счётные книги Альбия, друга Сцеволы (этот процесс упоминает в своей «Апологии» Апулей, который всё перепутал: у него «блестяще образованный молодой человек» Г. Муций «обвинил ради славы» А. Альбуция). Эти события происходили в 119 году до н. э. или в первой половине 118 года. 
Благодаря успешной самозащите Квинт Муций уже в 118 году смог победить на консульских выборах. Коллегой Сцеволы по консулату стал представитель одного из самых влиятельных аристократических семейств Луций Цецилий Метелл Диадемат. Источники говорят только об одном событии этого консулата: двоюродный брат Метелла отпраздновал триумф над далматами.

### Поздние годы
После консульства Сцевола упоминается в источниках только изредка. Тем не менее известно, что он пользовался большим влиянием в сенате благодаря своему авторитету, и его мнение часто оказывалось решающим. О его авторитете говорит тот факт, что зять Квинта Муция Луций Лициний Красс во время предвыборной кампании стыдился в присутствии тестя обходить форум, умоляя избирателей голосовать за него. «А всё потому, что он более чтил достоинство Сцеволы, чем свою белую тогу». В 100 году, в решающий момент борьбы сената с народным трибуном Луцием Аппулеем Сатурнином, уже старый и больной консуляр, опираясь на копьё, явился на комиций, чтобы принять участие в открытом бою с «мятежниками». В этом эпизоде он «явил и силу своего духа, и слабость своего тела».
В политической борьбе 90-х годов до н. э. судьба Сцеволы была связана с судьбой его зятя Луция Лициния Красса, лучшего оратора эпохи, человека независимого и обладателя незапятнанной репутации. По мнению исследователя Э. Бэдиана, некоторое время Красс был союзником «фракции» Метеллов, но в 94 или 93 году его дочь (и внучка Сцеволы) стала женой сына Гая Мария. В том числе из-за этого родства Квинт Муций в 88 году до н. э., когда только что занявший Рим Луций Корнелий Сулла внёс в сенат предложение объявить Мария «врагом», высказался резко против. Он заявил, что никогда не признает врагом человека, спасшего Рим и всю Италию, но его никто не поддержал. Плутарх сообщает также, что Марий-младший, будучи объявлен врагом, именно в поместьях Квинта Муция раздобыл припасы, чтобы отправиться в Африку.
Этот эпизод из «Достопамятных деяний и изречений» Валерия Максима наряду с трактатом Цицерона «О дружбе» — самые поздние по времени действия сообщения о Квинте Муции. Исходя из этого, предполагается, что Сцевола умер в 88 году до н. э. или вскоре после этого. Таким образом, несмотря на плохое здоровье, он прожил более восьмидесяти лет.

### Интеллектуальные занятия
В молодости Квинт Муций учился философии у Панетия Родосского, как и его свояк Фанний, но главной сферой его интересов стала юриспруденция. Заслугой Сцеволы считают «пересадку философских категорий на юридическую почву». Квинт Муций выделялся среди прочих римлян «своим знанием гражданского права и всякого рода премудростью». В суде он появлялся редко, но зато давал бесплатные советы всем, кто в них нуждался.
Сцевола не давал уроков; тем не менее известно, что у него учились гражданскому праву Луций Лициний Красс, его будущий зять, а с 89 года до н. э. и юный Цицерон.
Марк Туллий упоминает Сцеволу, перечисляя римских ораторов в трактате «Брут». Он говорит, что Квинт Муций мог защитить себя в суде, когда это было необходимо, но к числу настоящих ораторов всё же не принадлежал. Сохранилось свидетельство о красноречии Квинта Муция, принадлежащее Гаю Луцилию:

Как у тебя хорошо словеса расположены! Словно

Плитки в полу мозаичном сложились в змеиный рисунок!
— Марк Туллий Цицерон. Об ораторе III, 171.

## Семья
Квинт Муций был женат на Лелии Старшей, дочери Гая Лелия Мудрого, консула 140 года до н. э. В этом браке родились две дочери, одна из которых стала женой Луция Лициния Красса (её замужество датируют 119 годом до н. э.), а вторая — женой Мания Ацилия Глабриона. Две Лицинии, внучки Сцеволы, ещё при его жизни вышли замуж: первая за Публия Корнелия Сципиона Назику, вторая — за Гая Мария Младшего. Таким образом, правнуком Сцеволы был один из видных помпеянцев Метелл Сципион.
Существует предположение, что один из народных трибунов 54 года до н. э. Квинт Муций Сцевола был внуком Сцеволы Авгура, у которого в этом случае, помимо двух дочерей, должен был быть и сын — вероятно, с тем же преноменом.

## В культуре
Сцевола является одним из действующих лиц в несохранившейся поэме Цицерона «Марий», а также в его трактатах «Об ораторе», «О государстве» и «О дружбе». Для Марка Туллия Сцевола был источником знаний о Лелии, Сципионе Эмилиане и всём их окружении; рассказы авгура произвели самое глубокое впечатление на юного Цицерона, так что Лелий даже стал для него самым любимым персонажем во всей римской истории.
Квинта Муция изобразил в своих сатирах Гай Луцилий. Известно, что Сцевола был с этим поэтом «не в ладах».
Сцевола стал одним из персонажей исторического романа Колин Маккалоу «Венок из трав».